# Кауфманн, Оскар
Оскар Кауфманн (нем. Oskar Kaufmann; 1873, Сынтана, Австро-Венгрия — 1956, Будапешт, Венгрия) — венгерский, немецкий и израильский архитектор.

## Биография
Оскар Кауфманн родился в еврейской семье. Изучал архитектуру в Будапештском университете. Это привело к конфликту с родителями, которые хотели, чтобы он был пианистом. В связи с этим они отказали ему в финансовой помощи, и Кауфманн был вынужден продолжать учёбу в Карлсруэ, Германия. Деньги на учёбу он зарабатывал, как пианист. Это привело к знакомству с композитором Феликсом Мотти, которое значительно повлияло на его дальнейшую архитектурную карьеру.
После окончания учёбы Кауфман переехал в Берлин и нашел там работу в фирме Бернарда Шеринга. Здесь ему поручили его первый самостоятельный проект, театр в городе Билефельд. После успешного окончания этого проекта, он постепенно превратился в эксперта по проектированию и строительству театров.
С начала 1900-х годов он играл активную роль в архитектурных кругах Берлина (Германия). В 1933 году нацисты принудили его покинуть Германию, и он эмигрировал в Эрец-Исраэль. Здесь он построил театр «Габима» (Habima). Но в 1939, в связи с финансовыми затруднениями, он вернулся в Европу. Прятался от нацистов в Румынии и Венгрии.
После окончания Второй мировой войны он продолжал жить в Венгрии, и построил там ещё два театра.

## Избранные проекты и постройки
Театры в Берлине, Германия:
- «Кроллопер» (англ. Krolloper), «Хеббель» (англ. Hebbel) и «Ренессанс» (англ. Renaissance)

в Вене, Австрия:
- «Новый Государственный Театр» (англ. Neue Stadttheater)

в Тель-Авиве, Израиль:
- «Габима» (англ. Habima).